# Chrysler Airstream
La Airstream è un'autovettura mid-size prodotta dalla Chrysler dal 1935 al 1936.

## Storia
La linea del modello era convenzionale anche se era dotata forme piuttosto aerodinamiche. Una vettura simile fu commercializzata dalla DeSoto con lo stesso nome. La differenza era la categoria di appartenenza. Il modello Chrysler era di livello medio-alto, mentre la vettura DeSoto apparteneva alla fascia di mercato dei modelli a basso prezzo. La Chrysler Airstream nacque come risposta al mancato successo della Airflow. La Airstream era basata sulla CO, che uscì di produzione nel 1933. Rispetto al modello antenato, la Airstream fu dotata di una linea più aerodinamica. Il modello, sui mercati, ebbe successo. Nel primo anno di produzione la Airstream vendette 5 volte in più della Airflow, mentre nel secondo anno questa proporzione salì a 9.
La vettura era dotata di un motore a valvole laterali e otto cilindri in linea da 4.487 cm³ di cilindrata che sviluppava 105 CV di potenza. Era anche offerto un motore a sei cilindri da 4 L e 93 CV. Il propulsore era anteriore, mentre la trazione era posteriore. Il cambio era manuale a tre rapporti.